# Domaine de Kōfu
Le domaine de Kōfu (甲府藩, Kōfu-han) est un domaine féodal de la province de Kai (de nos jours préfecture de Yamanashi). Après que le clan Yanagisawa a été assigné dans un autre domaine dans la province de Yamato, Kōfu est dirigé comme tenryō par un hatamoto au nom du shogun. Originellement, la propriété du clan Takeda, Shingen et son père y avaient leur capitale.
Dans le système han, Kōfu est une abstraction politique et économique basée sur les relevés cadastraux périodique et les projections des rendements agricoles. En d'autres termes, le domaine est défini en termes de kokudaka et non de superficie foncière, ce qui diffère de la féodalité en Occident.

## Histoire
Le centre du domaine se trouve au château de Kōfu dans ce qui est de nos jours la ville de Kōfu dans la préfecture de Yamanashi.
La province de Kai est d'abord confiée à d'importants membres du clan Tokugawa sous l’appellation « domaine de Kōfu », et plus tard au clan Yanagisawa plus haut placé, avec des périodes d'administration directe entre les deux. À la suite du transfert de Yanagisawa Yoshisato dans la province de Yamato en 1724, le domaine demeure sous le contrôle direct du shogunat jusqu'à la restauration de Meiji.
Après l'abolition du système han en juillet 1871, le domaine de Kōfu devient la « préfecture de Kōfu » plus tard renommée préfecture de Yamanashi.

## Liste des daimyos

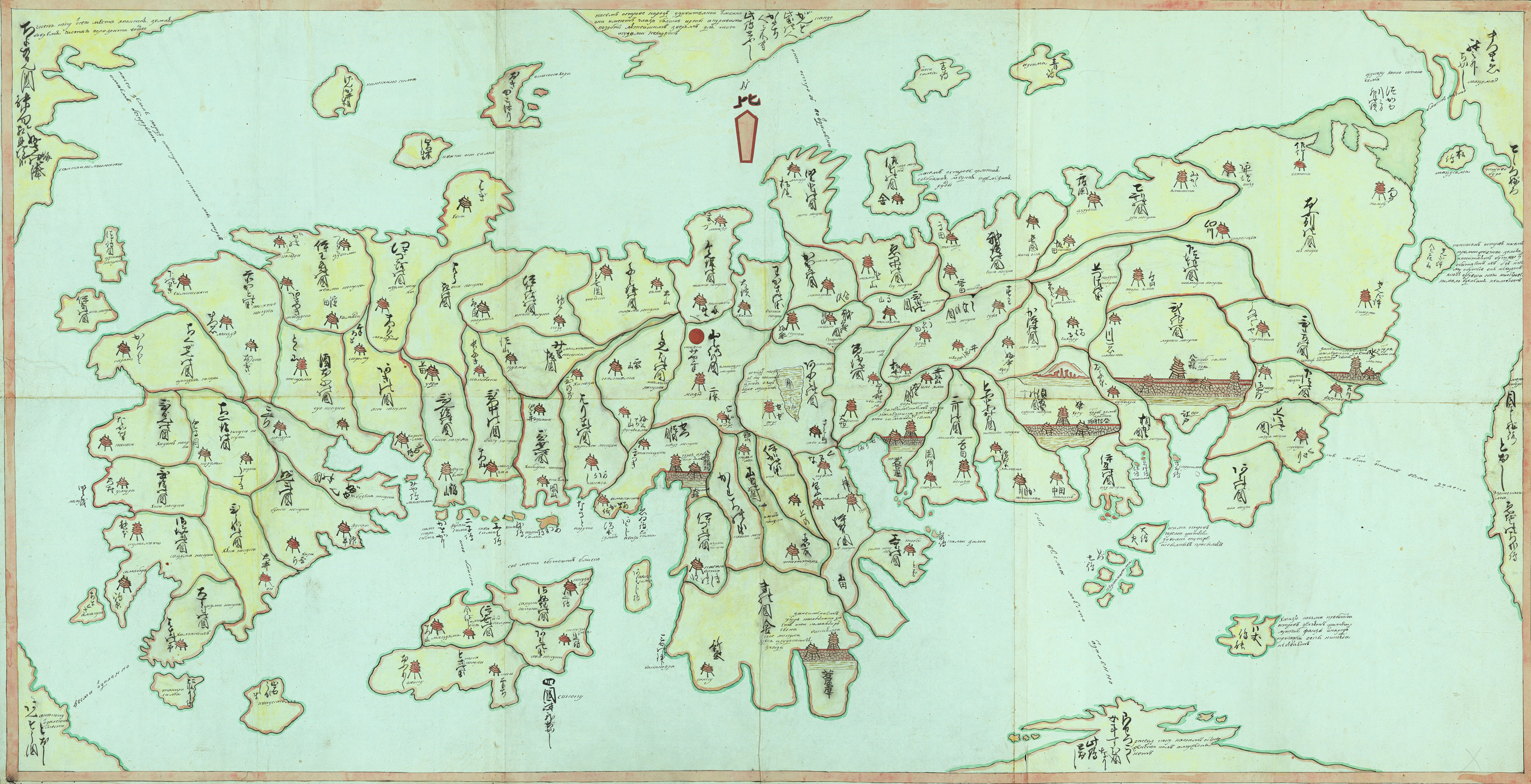
Carte du Japon indiquant la situation des han (1789).

Les daimyos héréditaires étaient les chefs du clan et du domaine.
- Clan Hiraiwa, 1600-1603 (63 000 koku)[1]
- Clan Tokugawa, 1603-1704 (shinpan)[1]

| # | Nom                             | Dates     | Titre de courtoisie | Rang de cour            | Revenus      | Notes                                                                 |
| - | ------------------------------- | --------- | ------------------- | ----------------------- | ------------ | --------------------------------------------------------------------- |
| 1 | Tokugawa Yoshinao (徳川義直?)   | 1603-1607 | Uhōe-no-kami        | 4e inférieur (従四位下) | 250 000 koku | 9e fils de Tokugawa Ieyasu                                            |
| 2 | Tokugawa Tadanaga (徳川忠長?)   | 1618-1624 | Gon-chūnagon        | 3e (従三位)             | 238 000 koku | 3e fils de Tokugawa Hidetada                                          |
| 3 | Tokugawa Tsunashige (徳川綱重?) | 1661-1678 | Sangi               | 3e (従三位)             | 350 000 koku | 3e fils de Tokugawa Iemitsu                                           |
| 4 | Tokugawa Tsunatoyo (徳川綱豊?)  | 1678-1704 | Gon-chūnagon        | 3e (従三位)             | 350 000 koku | 1er fils de Tokugawa Tsunashige devient le 6e shogun, Tokugawa Ienobu |
- Clan Yanagisawa, 1704-1724 (fudai ; 150 000 koku)[4],[5].

| # | Nom                                 | Dates     | Titre de courtoisie | Rang de cour            | Revenus      | Notes                                                                    |
| - | ----------------------------------- | --------- | ------------------- | ----------------------- | ------------ | ------------------------------------------------------------------------ |
| 1 | Yanagisawa Yoshiyasu (柳沢吉保?)[4] | 1704-1709 | Mino-no-kami        | 4e inférieur (従四位下) | 150 000 koku | Transféré du domaine de Kawagoe                                          |
| 2 | Yanagisawa Yoshisato (柳沢吉里?)[4] | 1709-1724 | Kai-no-kami, jijū   | 3e (従三位)             | 150 000 koku | 1er fils de Yanagisawa Yoshiyasu Transféré au domaine de Yamato-Kōriyama |
- Clan Tokugawa, 1724-1871 (shinpan)[1]